# Невска маскарадна котка
Невска маскарадна котка (на руски: Невская маскарадная; на английски: Neva Masquarade) е дългокосместа порода домашна котка, произхождаща от Русия. WCF я класифицира като Сибирска или Сиамска котка, а FIFe като отделна порода.

## История
Котката от породата съчетава разнообразие от цветове, характерни за сибирските котки и за оригиналните сиамски котки. Селекцията ѝ започва в Русия през 1960-те години, а през 1990 г. SFF одобрява първия официален стандарт на породата под името невская маскарадная. През януари 2010 г. FIFe я признава изцяло като нова порода. Името на котката произлиза от река Нева, преминаваща през Санкт Петербург, откъдето е селектирана породата.

## Външен вид
Има 18 цветови разновидности: тъмнокафяви, сини шоколадови, лила, червени, сметанови, костенуркови. Теглото варира от 3 до 7 кг. Тялото е масивно със силно развита мускулатура, мощен врат и широк гръден кош, торсът е правоъгълен. Главата е със среден размер, заоблена. Ушите в основата са широко отворени, в горната част са заоблени, вътре имат гъста козинка. Очите са големи, леко овални и сини на цвят. Дебела, дълга, плътна опашка със заоблен край. Котенцата се раждат напълно бели.

## Характер
Котките са темпераментни и с богата психика. Верни са и бързо се привързват към стопаните. Интелигентни, любопитни, лоялни, лесно се адаптират към новите условия. Контактни са и харесват присъствието на хора. Добре издържа на пътувания. Имат спокоен характер и могат да живеят съвместно с други животни.